# Pavel Demitra
Pavel Demitra (21. srpna 1949 – 4. září 2020) byl slovenský fotbalový obránce. Jeho synem byl lední hokejista Pavol Demitra.

## Hráčská kariéra
V československé lize hrál za Jednotu Trenčín, aniž by skóroval. Nastoupil v jediném prvoligovém utkání, které se hrálo v sobotu 16. srpna 1975 v Praze na Julisce a domácí Dukla v něm Trenčín porazila 4:0.

### Prvoligová bilance
| Ročník             | Zápasy | Góly | Minuty | Klub               |
| ------------------ | ------ | ---- | ------ | ------------------ |
| II. liga 1974/75   | –      | –    | –      | TJ Jednota Trenčín |
| I. liga 1975/76    | 1      | 0    | 16     | TJ Jednota Trenčín |
| CELKEM I. ČS. LIGA | 1      | 0    | 16     |                    |